# ياريف ليفين
ياريف ليفين جدعون (بالعبرية: יריב גדעון לוין، من مواليد 22 يونيو 1969) محامي وسياسي إسرائيلي من حزب الليكود. يشغل حاليا منصب نائب رئيس الوزراء الإسرائيلي، منذ ديسمبر 2022.